# DJ Awards
DJ Awards — нагорода в музичному жанрі електронної музики, що спрямоване на визнання та вшанування ді-джеїв та осіб, які вплинули на електронну танцювальну музику у всьому світі. Церемонія нагородження DJ Awards проводиться щорічно на Ібісі наприкінці літнього сезону. Нагорода DJ Awards — шматок зеленого криптоніту.
Серед минулих переможців були Армін ван Бюрен, Карл Кокс, Річі Хотін, Роджер Санчес, Денні Теналія, Black Coffee, Соломун, Джеймі Джонс, Ернан Каттанео, Стефан Бодзін, DJ Koze, Френкі Наклз, Tiësto, Саша, Тоні Де Віт, Deadmau5 та багато інших.
У 2019 році український електронний дует Artbat здобув перемогу в номінації «Прорив року».